# Weissmieshütte
La Weissmieshütte est une cabane de montagne du Club alpin suisse (CAS) dans le canton du Valais. Il s’agit en fait de deux cabanes érigées sur le flanc occidental du Lagginhorn.
La plus ancienne, dénommée Hotel Weissmies, fut érigée en 1894 et acquise en 1924 par la section du CAS d'Olten.
Une nouvelle cabane fut érigée en 1960, directement à côté de l’ancienne, qui dorénavant sert de réserve d’hiver. La nouvelle reprend toutes les activités de la précédente pendant l’été.
Leur point de départ, dans la vallée, est Saas-Grund. L’ascension peut être raccourcie sensiblement par l’utilisation du téléphérique de Saas Grund jusqu’à la station Kreuzboden (2 200 mètres) ou la station Hohsaas (3 101 m).
La Weissmieshütte est le point de départ et de relais pour toute ascension vers le Fletschhorn, le Lagginhorn et le Weissmies par le glacier de Trift, le Jegihorn et le Jegigrat.